# بلوم اونت فوس ب‌فا ۱۴۱
بلوم اونت فوس ب‌فا ۱۴۱ (به آلمانی: Blohm & Voss BV 141) یک هواگرد تک‌موتوره شناسایی با پیکربندی نامتقارن ساخت شرکت بلوم اونت فوس در آلمان بود که نخستین پرواز خود را ماه فوریه سال ۱۹۳۸ به انجام رساند.

## طراحی و تولید
وزارت هوانوردی رایش سال ۱۹۳۷ سفارشی برای یک هواگرد تک‌موتوره سه‌سرنشین شناسایی و دیده‌بانی برد کوتاه ارائه کرد. در این سفارش تأکید ویژه‌ای بر میدان دید همه‌طرفه خوب بود. شرکت‌های آرادو و فوکه-وولف نمونه‌های خود را بدین جهت طراحی کردند. هامبورگر فلوک‌تسویک‌باو، شرکت تابعه بلوم اونت فوس، رویکرد بدیعی به این مسئله داشت. طراحی غیر متعارف این شرکت دارای یک پیکربندی نامتقارن بود. این طرح از یک موتور شعاعی ب‌ام‌و ۱۳۲اِن با توان ۸۶۵ اسب بخار بهره می‌برد که در جلوی دم‌سازه سمت چپ قرار داشت. اتاقک به شدت صیقل‌خورده خدمه بر روی بال راست بود.
ترجیح رسمی وزارت هوانوردی بر طراحی فوکه-وولف (اف‌و ۱۸۹) قرار گرفت اما هامبورگر یک پیش‌نمونه با عنوان ها ۱۴۱–۰ به صورت خصوصی تولید کرد که برای نخستین بار روز ۲۵ فوریه سال ۱۹۳۸ به پرواز درآمد. دو پیش‌نمونه دیگر پاییز همان سال تولید شدند که هر دو از پیش‌نمونه نخست بزرگ‌تر بودند. هواگرد سوم با ارابه فرود عریض‌تر، مسلح به دو مسلسل ثابت شلیک‌کننده به جلو ام‌گه ۱۷ و دو مسلسل ام‌گه ۱۵ شلیک‌کننده به عقب بود. این هواگرد همچنین می‌توانست یک دوربین و یک محفظه بمب برای چهار بمب ۵۰ کیلوگرمی حمل کند.
با موفقیت در پروارهای آزمایشی، وزارت هوانوردی سفارش پنج نمونه از مدل پیش‌تولید موسوم به ب‌فا ۱۴۱-آ۰ داد. در این طرح طول و مساحت بال افزایش یافت و از یک موتور شعاعی ب‌ام‌و برامو ۳۲۳ با توان ۱۰۰۰ اسب بخار استفاده شد.
ارزیابی‌ها در مرکز آزمایش رشلین به صورت رضایت‌بخشی انجام گرفت اما در نهایت برنامه برای تولید انبوه ماه آوریل سال ۱۹۴۰ لغو گردید چرا که هواگرد به شکل رسمی کم‌توان دانسته شد. به هر صورت دلیل اصلی این تصمیم پیکربندی غیر معمول این هواگرد تلقی می‌شود.
پنج هواگرد پیش‌تولید دیگر با عنوان ب‌فا ۱۴۱ب-۰ به شدت باز طراحی و با موتور شعاعی ب‌ام‌و ۸۰۱ تولید شدند. این طراحی دمی نامتقارن داشت تا میدان آتش تیربارچی دم بهبود یابد. این نمونه بسیار ضعیف‌تر از پیشینیان خود بود.
با وجود تحویل یک فروند ب‌فا ۱۴۱ب-۰ به دانشکده شماره ۱ شناسایی در پاییز سال ۱۹۴۱ و طرح‌هایی برای تولیدات کافی برای تجهیز یک اسکادران به آن‌ها در جبهه شرقی، ادامه توسعه به تأخیر افتاد و در نهایت سال ۱۹۴۳ متوقف شد.

## مشخصات فنی
ب‌فا ۱۴۱ب-۰:
مشخصات عمومی
- خدمه: ۳ نفر
- طول: ۱۳٫۹۵ متر
- طول بال: ۱۷٫۴۶ متر
- ارتفاع: ۳٫۶ متر
- مساحت بال: ۵۳ متر مربع
- وزن خالی: ۴٬۷۰۰ کیلوگرم

- حداکثر وزن هنگام برخاستن: ۵٬۷۰۰ کیلوگرم
- نیرومحرکه: ۱ × موتور شعاعی پیستونی چهارده سیلندر ب‌ام‌و ۸۰۱آ: ۱۵۶۰ اسب بخار (۱۱۶۳ کیلووات)

عملکرد
- حداکثر سرعت: ۳۷۰ کیلومتر بر ساعت در سطح دریا
- سقف پرواز: ۱۰٬۰۰۰ متر
- حداکثر برد: ۱٬۲۰۰ کیلومتر

تسلیحات
- ۲ × مسلسل ام‌گه ۱۷ کالیبر ۷٫۹۲ میلی‌متر ثابت شلیک‌کننده به جلو در دماغه اتاقک
- ۲ × مسلسل متحرک ام‌گه ۱۵ کالیبر ۷٫۹۲ میلی‌متر شلیک‌کننده به عقب یکی در سقف و دیگری در دم
- ۴ × بمب ۵۰ کیلوگرمی

## کتابشناسی
- Jackson, Robert (2002). The Encyclopedia of Military Aircraft. Parragon Pub. ISBN 0-7525-8130-9.